# Nicola Benedetti
Nicola Joy Nadia Benedetti, más conocida como Nicola Benedetti, (West Kilbride, 20 de julio de 1987) es una violinista escocesa. En 2019 fue reconocida con la Orden del Imperio Británico. Ha sido galardonada con el Premio Grammy al mejor solista instrumental clásico en 2020.

## Vida
Nicola Benedetti nació el 20 de julio de 1987, en West Kilbride, Escocia. Su padre, de origen italiano, es Giovanni Benedetti y su madre se llama Francesca Benedetti. Benedetti tuvo un desarrollo musical muy temprano; a los cinco años comenzó a tomar lecciones de violín con Brenda Smith; a los nueve años ya había cursado los ocho grados de exámenes musicales; y a los 10 comenzó a estudiar en la Escuela Yehudi Menuhin, en Surrey, escuela enfocada para la educación de excelencia de talentos en violín, guitarra o piano. En 1998, su primer año en la escuela, fue seleccionada como solista en el concierto anual de Wigmore Hall. También asiste como solista en Londres y París, donde interpreta el Concierto para dos violines de Bach, junto con Alina Ibragimova.
En el año 2000 es intérprete con la Royal Scottish National Orchestra, ante el príncipe Eduardo de Wessex. En 2002, a la edad de 15, gana el concurso Brillian Prodigy Competition. En esa época, sale de la escuela Yehudi Menuhin, para comenzar estudiar con Maciej Rakowski.

## Carrera
En 2004, cuando tenía 16 años, ganó el concurso BBC Young Music of the Year, lo que catapultó su popularidad en el Reino Unido y en el mundo de la música clásica. En esa ocasión interpretó el Concierto para violín no. 1 de Karol Szymanowski. Ese año firmó un contrato de un millón de libras esterlinas con Decca Records para grabar seis álbumes.
Entre 2007 y 2008, realizó interpretaciones con la Orquesta Filarmónica de Londres, la Orquesta Filarmónica de la BBC y con otras orquestas. También volvió a tocar como solista con la Orquesta Philharmonia, la Orquesta Filarmónica Real de Liverpool, entre otras.
En 2012, participó como intérprete en el último día de conciertos en los Proms. A partir de 2012, Benedetti toca en un Stradivarius de 1717 llamado «Gariel», propiedad del banquero Jonathan Moulds, quien se lo prestó después de escucharla, con la condición de que tocara para él y sus amigos algunos días al año. El violín tiene un valor de 6,3 millones de libras esterlinas.
Con su disco The Silver Violin, en 2012, llegó a las listas de popularidad general en Reino Unido, llegando al lugar 32. Pero más adelante llegó al lugar 18, con el disco Homecoming: a Scottish Fantasy, en la que interpreta la Fantasía escocesa de Max Bruch con canciones tradicionales de Escocia junto con música folclórica.
En 2017, Benedetti recibió la Queens Medal for Music (Medalla de la reina), por su influencia en la vida musical del Reino Unido.
En 2020, ganó el Premio Grammy al mejor solista instrumental clásico, por su grabación del Concierto para violín y la Fiddle Dance Suite de Wynton Marsalis, y se convirtió en la primera violinista clásica en 10 años en tocar en la gala de los Grammy, con la pieza «Bye Bye Breakdown» de Fiddle Dance suite de Marsalis.

### Proyecto educativo
Benedetti ha enfocado su carrera a la educación musical y al apoyo de músicos jóvenes, por lo que se ha asociado con universidades, escuelas y gobiernos locales. En 2010 se unió a un proyecto denominado Sistema Scotland, relacionado con El Sistema de la Fundación Musical Simón Bolívar de Venezuela, de la cual se convirtió en profesora e integrante de la mesa directiva. Asimismo suele dar clases maestras tanto en Escocia como en otras partes del mundo.
También fundó una iniciativa denominada The Benedetti Sessions, en la que se le apoyo a estudiantes de instrumentos de cuerda para que ensayen y tomen clases maestras, las cuales terminan con una interpretación junto con Nicola. Este proyecto ha sido llevado a cabo en el Royal Albert Hall, en el Festival Cheltenham y en el Royal Concert Hall Glasgow.
En mayo de 2020, Benedetti anunció que ofrecería tres semanas de clases de violín gratuitas en línea, en el contexto de la Pandemia de COVID-19, a través de su propia fundación.

## Premios y reconocimientos
- 2002 – Ganadora en el concurso Brillian Prodigy Competition.[7]
- 2012 – Mejor artista femenina por los Premios Classical BRIT.[13]
- 2013 – Mejor artista femenina por los Premios Classical BRIT.[13]
- 2015 – Fue elegida como parte de las 100 Mujeres de la BBC.[14]
- 2017 – Medalla de la reina, en música.[15]
- 2019 – Comendador de la Orden del Imperio Británico (CBE) por sus servicios a la música.[2]
- 2020 – Ganadora del Premio Grammy al mejor solista instrumental clásico.[10]

## Discografía selecta
| Título                                                          | Detalles                                                                                            |
| --------------------------------------------------------------- | --------------------------------------------------------------------------------------------------- |
| Szymanowski: Violin Concerto No. 1                              | - Lanzamiento: 1 de junio de 2005 - Sello: Deutsche Grammophon - Formato: Digital, CD               |
| Mendelssohn: Violin Concerto                                    | - Lanzamiento: 15 de mayo de 2006 - Sello: Deutsche Grammophon - Formato: Digital, CD               |
| Vaughan Williams and Tavener                                    | - Lanzamiento: 24 de septiembre de 2007 - Sello: Universal Classics and Jazz - Formato: Digital, CD |
| Fantasie                                                        | - Lanzamiento: 7 de septiembre de 2009 - Label: Decca Records - Formato: Digital, CD                |
| Tchaikovsky & Bruch: Violin Concertos                           | - Lanzamiento: 8 de octubre de 2010 - Sello: Deutsche Grammophon - Formato: Digital, CD             |
| Italia                                                          | - Lanzamiento: 20 de febrero de 2011 - Sello: Decca Records - Formato: Digital, CD                  |
| The Silver Violin                                               | - Lanzamiento: 24 de agosto de 2012 - Sello: Decca Records - Formato: Digital, CD                   |
| Brian Byrne: Tales from the Walled City                         | - Lanzamiento: 30 de octubre de 2012 - Sello: Decca Records - Formato: Digital, CD                  |
| My First Decade                                                 | - Lanzamiento: 20 de septiembre de 2013 - Sello: Decca Records - Formato: Digital, CD               |
| Homecoming – A Scottish Fantasy                                 | - Lanzamiento: 4 de julio de 2014 - Sello: Decca Records - Formato: Digital, CD                     |
| Nicola Benedetti plays Shostakovich & Glazunov Violin Concertos | - Lanzamiento: 1 de julio de 2016 - Sello: Decca Records - Formato: Digital, CD                     |
| Marsalis: Violin Concerto; Fiddle Dance Suite                   | - Lanzamiento: 12 de julio de 2019 - Sello: Decca Records - Formato: Digital, CD                    |
| Elgar Violin Concerto                                           | - Lanzamiento: 7 de agosto de 2020 - Sello: Decca Records - Formato: Digital, CD                    |